# Зінаїда
Зінаїда (дав.-гр. Ζηναΐς) — жіноче ім'я. У перекладі з давньогрецької "донька Зевса", "та, що належить Зевсу", "божественна донька".
Розмовні форми: Зіна

## Іменини
20 червня
24 жовтня